# Dougong

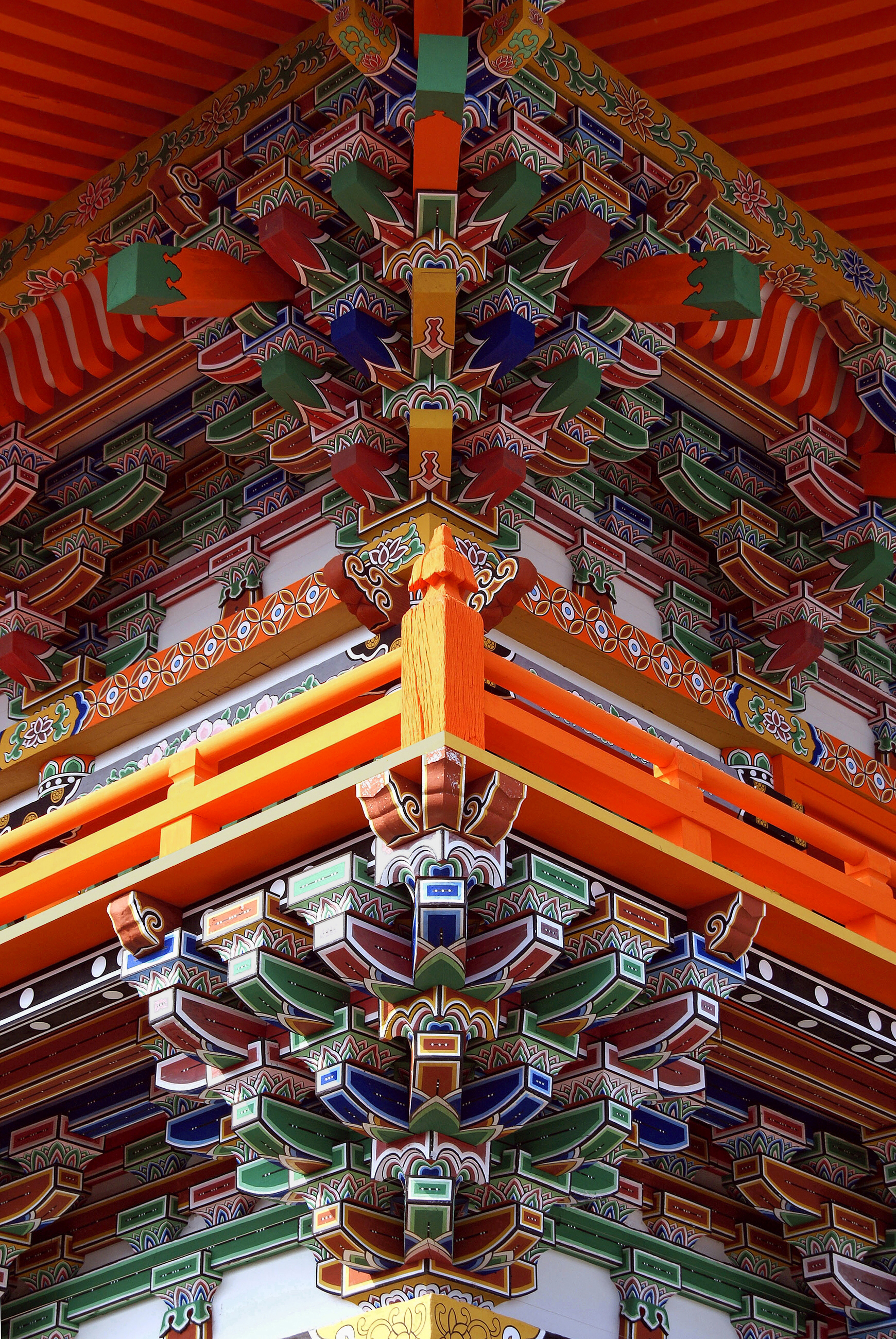
Colorit dougong al Temple Sagami.

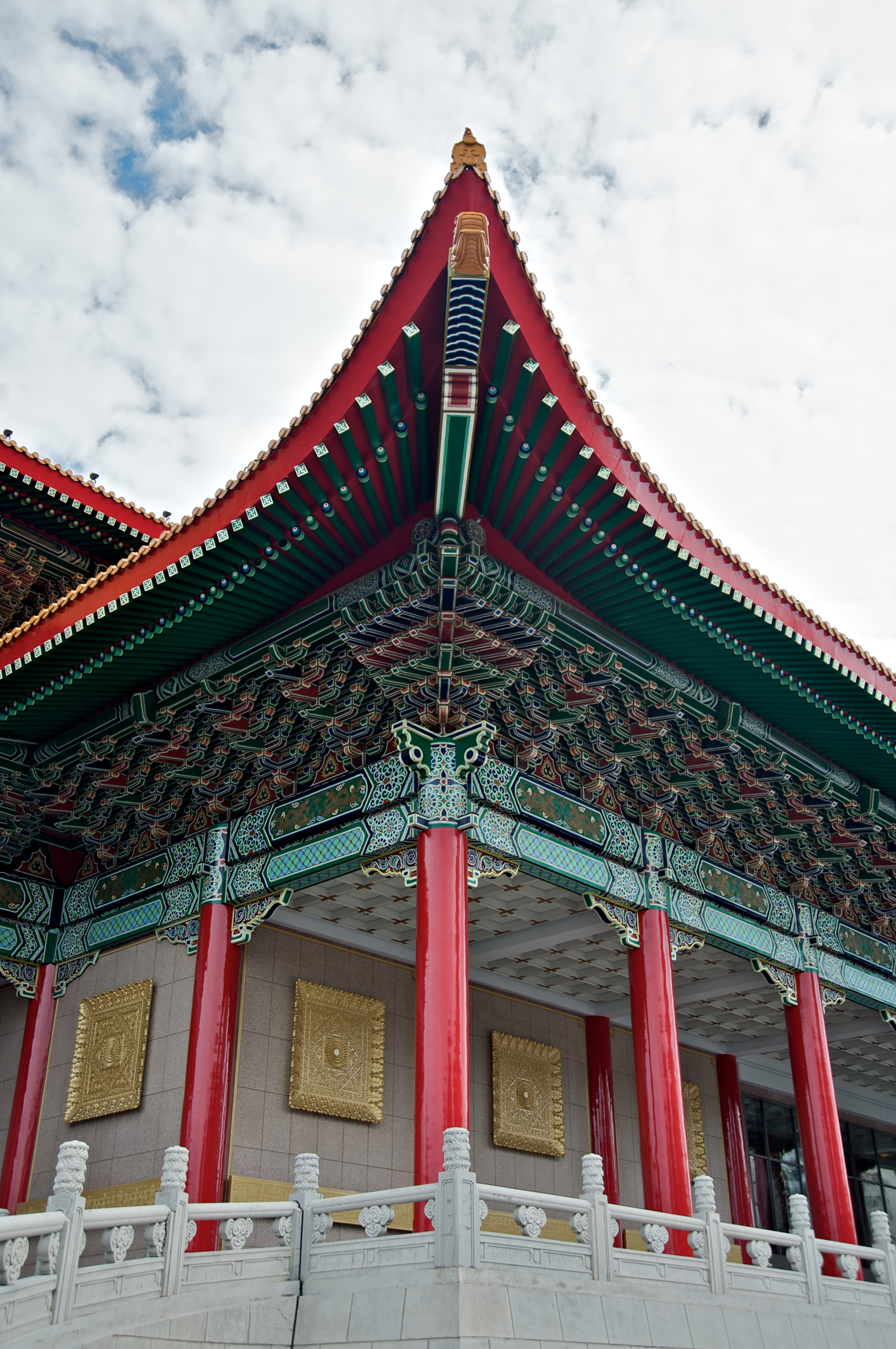
Teatre National de Taiwan.

Un dougong (en xinès:斗拱) és un element estructural que sorgeix de la intersecció de dues mènsules de fusta, és un dels elements més característics de l'arquitectura tradicional xinesa, japonesa i coreana.
L'ús de dougong va aparèixer a Àsia per primera vegada en edificis de poc abans de l'era cristiana i va evolucionar en una xarxa estructural que unien els pilars a la vora del sostre. Els dougong eren àmpliament utilitzats en l'antiga Xina durant el període anomenat Primaveres i Tardors (770-476 aC) i es van desenvolupar especialment en els períodes Tang i Song. Les peces s'encaixen sense adhesius o claus, gràcies a un precís treball de fuster.
Després de la dinastia Song, les mènsules van ocupar un lloc més ornamental que estructural en edificis àulics i religiosos, alterant el dougong tradicional.

## Funció

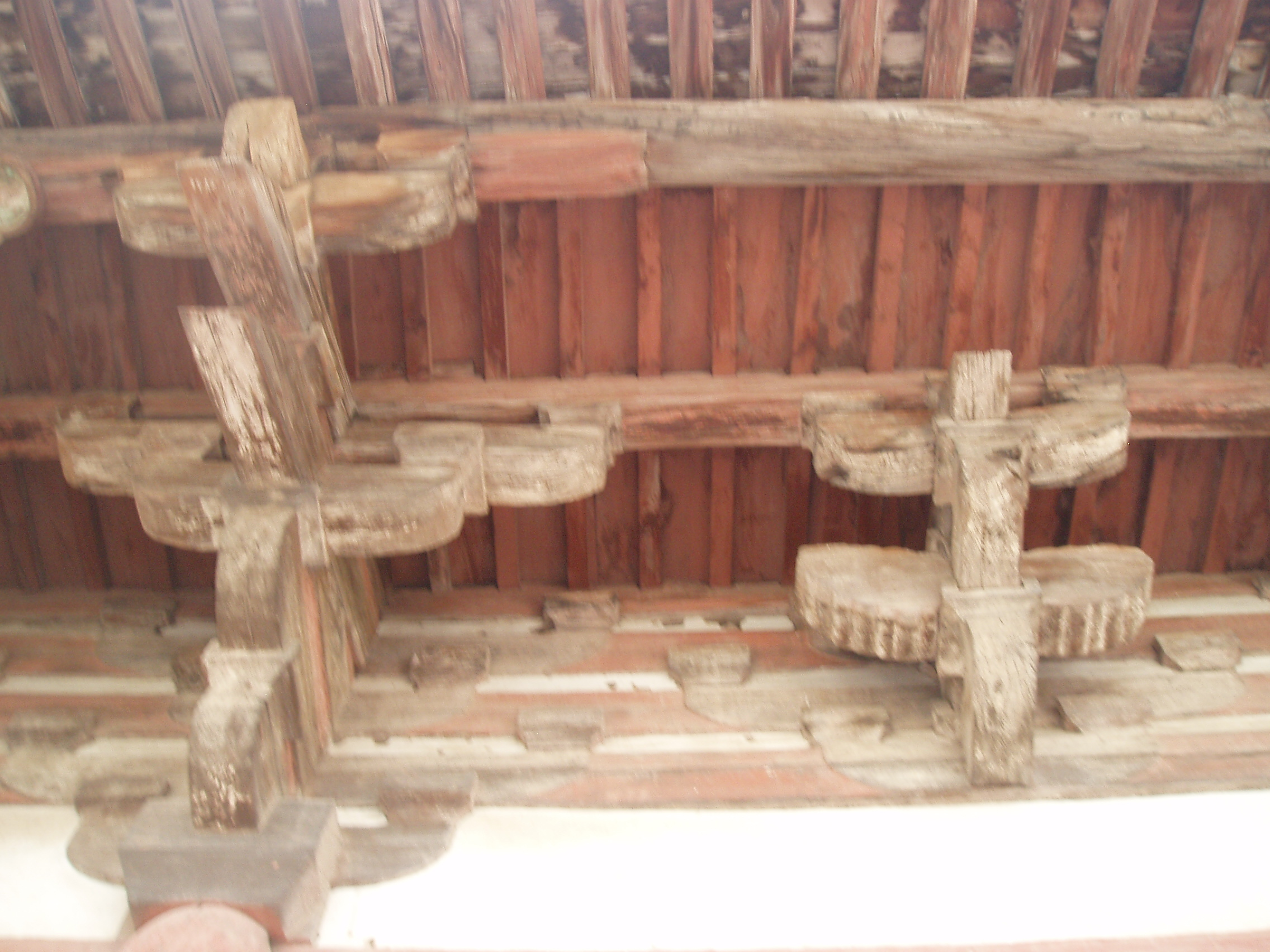
Dougong dins del Saló Aquest del Temple Foguang, construït en 857 durant la dinastia Tang.

Els dougong eren part de la xarxa de suport de fusta, essencials per a l'estructura de fusta tradicional dels edificis xinesos perquè les seves parets no solien ser murs de càrrega, sinó sovint enreixat, parets de tova o altres materials delicats. Les parets eren delimitadors d'espai abans que suports del pes.
Els conjunts de mènsules que intersecaven diverses vegades es construïen col·locant un gran bloc de fusta (dou) en la columna que donava una base sòlida a les mènsules arquejades (gong) per aguantar la biga o un altre gong damunt. La funció del dougong era proporcionar un major suport perquè les bigues horitzontals repartissin el pes que aguantaven cap als pilars. Aquest procés pot repetir-se moltes vegades i elevar-se diverses sèries. Quan afegien múltiples conjunts de mènsules interseccionadas o dougong reduïen la quantitat de tensió de les bigues en la transferència del pes als pilars. Les sèries de dougong també tenen la propietat de formar una estructura més "elàstica" per resistir danys causats per terratrèmols.
Durant la dinastia Ming es va produir una innovació a través de la invenció de nous components de fusta que ajudaven al dougong a suportar la teulada. Així es podia recarregar els elements decoratius del doungong i els conjunts de mènsules van passar a ser més nombrosos i petits. Els doungong podien col·locar-se sota els ràfecs aparentant elegants cistelles de flors, mentre també subjecten el sostre.
El Temple Bao'en a Sichuan  és un bon exemple de l'estil Ming. Té quaranta-vuit tipus i 2.200 conjunts de dougong que ho suporten i ornamentan. Aquest ben conservat complex monàstic del segle xv situat al nord-oest de la província de Sichuan va ser construït per Wang Xi, un senyor feudal, entre 1440 i 1446 durant el regnat de l'emperador Yingzong (1427-64) de la dinastia Ming (1368-1644).